# Ruth Kelly

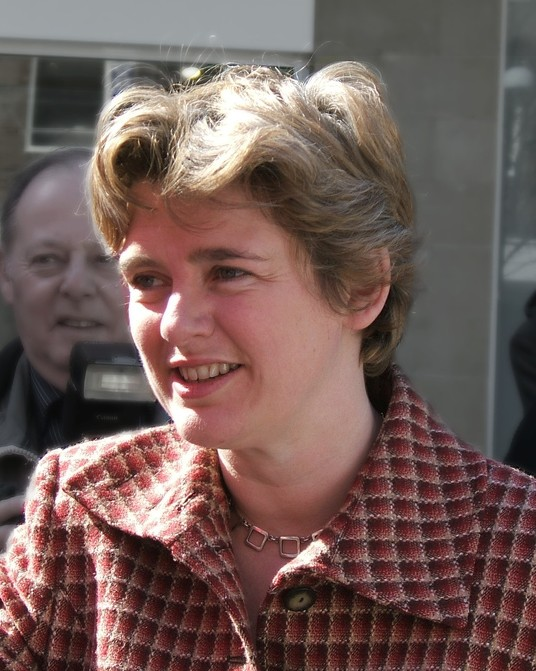
Ruth Kelly

Ruth Maria Kelly (* 9. Mai 1968 in Limavady, Nordirland) ist eine britische Politikerin (Labour Party) und Ministerin in den Regierungen von Tony Blair und Gordon Brown.

## Leben
Ruth Kelly absolvierte von 1986 bis 1989 ein Bachelorstudium in Philosophie, Politik und Wirtschaft am Queen’s College der Universität Oxford. 1992 graduierte sie mit einem Masterabschluss in Wirtschaftswissenschaften an der London School of Economics and Political Science. Anschließend war sie in der Lehre an der spanischen Universität Navarra in Pamplona tätig. 1990 wurde sie zudem Wirtschaftsjournalistin für The Guardian, 1994 wechselte sie als stellvertretende Leiterin der Abteilung Inflation zur Bank of England. 2010 wurde Kelly Global Head of Client Strategy bei der Bank HSBC. Seit Juli 2015 ist sie Pro Vice-Chancellor der St. Mary’s University in Twickenham.
Am 6. August 2020 ernannte Papst Franziskus sie als eine von sechs Frauen zum Mitglied des Vatikanischen Wirtschaftsrates.

### Politik
Kelly wurde 1990 Mitglied der Labour Party und vertrat den Wahlkreis Bethnal Green and Stepney, einem  Wahlkreis im Osten Londons. Seit dem 1. Mai 1997 gehörte Kelly dem Unterhaus für Bolton West an und fungierte seitdem in verschiedenen Ämtern der Regierungen Blair und Brown, u. a. war sie von 2006 bis 2007 Frauenministerin und von 2007 bis 2008 Verkehrsministerin in der Regierung von Gordon Brown.

### Privates
Kelly ist Mitglied der römisch-katholischen Laienorganisation Opus Dei. Wegen ihrer 2005 bekannt gewordenen Mitgliedschaft in dieser Organisation ist sie in liberalen politischen Kreisen umstritten.
Ruth Kelly ist verheiratet und hat einen Sohn und drei Töchter.